# Regions-Harbert Plaza
Regions-Harbert Plaza is een 138 meter hoog kantoorgebouw met 32 verdiepingen in Birmingham in Alabama. Voor de fusie van de AmSouth Bancorporation en de Regions Financial Corporation op 13 juli 2007 heette het gebouw de AmSouth-Harbert Plaza. Regions-Harbert Plaza heeft in de kelder een 6.500 m² groot handelscentrum.
Het gebouw heeft een totale oppervlakte van 57.135 m².

## Geschiedenis
Regions-Harberta Plaza is gebouwd in 1989 en werd gebouwd voor de Harbert Management Corporation, die van 1989 tot 2008 in het gebouw was gevestigd. Het gebouw is ontworpen door Hellmuth, Obata and Kassabaum en de aannemer was Brasfield & Gorrie. Regions-Harbert Plaza is verbonden met het Regions Center door een tussenvloer.

## Huurders
De belangrijkste huurders van het gebouw zijn de Regions Financial Corporation, de advocatenbureaus Balch & Bingham en Maynard, Cooper & Gale, P.C. en de accountantsbureaus PricewaterhouseCoopers en Ernst & Young.